# Kaylen Hinds
Kaylen Miles Hinds (Brent, 28 januari 1998) is een Engels voetballer die bij voorkeur als aanvaller speelt.

## Clubcarrière
Hinds is afkomstig uit de jeugdcademie van Arsenal. In januari 2017 werd hij voor zes maanden verhuurd aan Stevenage. In totaal speelde hij dertien wedstrijden in de Football League Two. In 2017 werd de aanvaller voor anderhalf miljoen euro verkocht aan het Duitse VfL Wolfsburg. Op 19 augustus 2017 debuteerde hij in de Bundesliga tegen Borussia Dortmund. Dat bleef zijn enige wedstrijd voor de club en op 31 januari 2018 werd hij verhuurd aan SpVgg Greuther Fürth. Voord die club speelde hij eenmaal voor het tweede team in de Regionalliga. Nadat hij een periode niet was komen opdagen bij Wolfsburg, werd zijn contract op 6 september 2016 ontbonden.

## Interlandcarrière
Hinds kwam reeds uit voor meerdere Engelse nationale jeugdteams. In 2015 debuteerde hij in Engeland –18.